# Theodor von Karajan

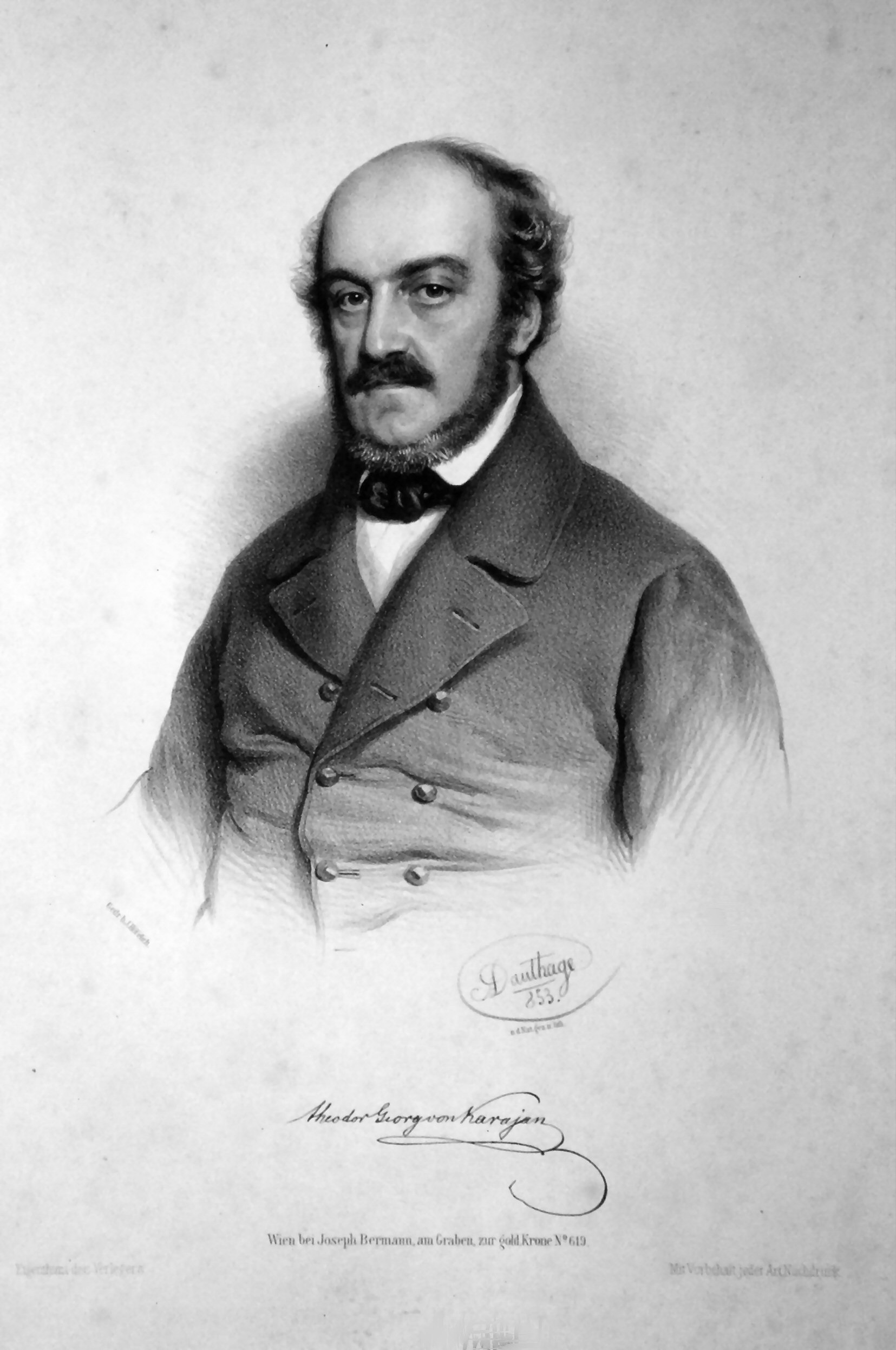
Theodor von Karajan.

Theodor Georg von Karajan, född den 22 januari 1810 i Wien, död där den 28 april 1873, var en österrikisk fornskriftsutgivare. Han var far till Max Theodor von Karajan och farfars far till Herbert von Karajan.
von Karajan, som hade grekiska föräldrar, var 1850–1851 professor i tyska språket och litteraturen vid Wiens universitet och därefter vicepresident och från 1866 president i österrikiska vetenskapsakademien. Han blev 1870 andre föreståndare för kejserliga hovbiblioteket. Åren 1848–1849 var han medlem av tyska parlamentet i Frankfurt och hade från 1867 säte i österrikiska herrehuset. von Karajan, som var en ivrig forskare i Österrikes, särskilt Wiens, historia under äldsta tider, utgav flera av den äldre tyska litteraturens verk, som Michael Behaims Buch von den Wienern 1462–1465 (1843) samt skrev bland annat monografier över Heinrich der Teichner och Abraham a Sancta Clara med flera.